# Кінематограф Косова
Кінематограф частково визнанної держави Косово албанською мовою розпочав свою діяльність після заснування кінокомпанії «Косовафільм», що випускала короткометражні, документальні, анімаційні, а згодом і художні фільми. З 2008 року центральним органом кінематографії в Косові є Косовський центр кінематографії (КЦК), хоча в державі діють численні незалежні кінокомпанії. До появи «Косовафільм» повноцінно косовських фільмів ще не існувало.

## Історія

### Ранній період
Одними з найперших фільмів, знятих на сучасній території Косово, є «Oduzimanje oružja od Arnauta» (укр. «Вилучення зброї в Арнаута») та «Dule-hanu na putu za Prizren» (укр. «Дуле-хану дорогою в Призрен»), які демонструвалися у Врачарі в 1912 році.
Одним із найвідоміших югославських фільмів міжвоєнного періоду був «Kroz naše Kosovo» (укр. «Через наше Косово»), знятий у 1932 році. Фільм створено Міністерством охорони здоров'я Югославії з метою пропаганди важливості хороших гігієнічних звичок.
До 1937 року на території сучасного Косова (тоді в складі Королівства Югославія) працювало сім кінотеатрів. Був по одному на кожне місто, розташоване в Приштині, Призрені, Митровиці, Гнілане, Ферізаї, Джакові та Печі. Кінематограф колишньої Югославії після Другої світової війни розвивався відповідно до критеріїв Союзу комуністів Югославії. Кожна республіка СФР Югославії мала центри кінематографії, тому Косово, не будучи республікою, мало доступ до цих центрів лише через Белград для участі у виробництві документальних фільмів, художніх вистав та освітніх передач. З утворенням культурного центру в Косово почалося албаномовне кіно. Перший художній фільм був знятий у 1955 році, «Esalon doktora M.» (укр. «Есалон доктора М.»), але першим фільмом албанською мовою був «Uka i Bjeshkeve te Nemura» (укр. «Ука й Бєшкеве-те-Немура»). Головний герой фільму Ука, старий албанець, який живе в горах на кордоні Югославії (Косово) та Албанії. Як чесна людина, він повинен розібратися зі своїм сином, який подружився з італійськими фашистами під час Другої світової війни. «Era and he lisi» (укр. «Вітер і дуб») — перший повністю косовський фільм.

### «Косовафільм»

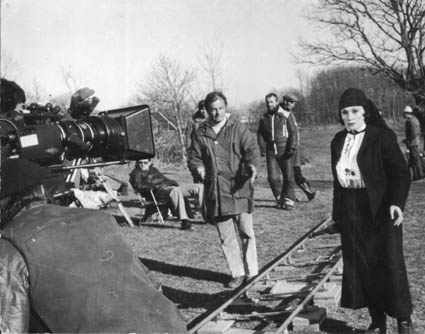
Зйомки фільму «Коли весна приходить пізно». 1979, Косово

Косовська кіноіндустрія бере свій початок у 1970-х роках. 20 лютого 1969 року асамблея Косова заснувала компанію «Косовофільм», державну установу для виробництва, розповсюдження та показу фільмів. Його першим режисером був актор Абдуррахман Шала, а потім письменник і відомий поет Азем Шкрелі, під керівництвом якого були створені найуспішніші фільми. Наступними директорами «Косовафільм» були Джевар Коррадж, Екрем Криєзію та Гані Мехметадж. Після створення сімнадцяти повнометражних, численних короткометражних і документальних фільмів установа була захоплена сербською владою в 1990 році та ліквідована. «Косовафільм» була відновлена після виходу Югославії з регіону в червні 1999 року, і відтоді вона намагається відродити кіноіндустрію в Косово.
«Косовафільм» створила вісім повнометражних фільмів у BCS, переважно фільми про партизанську війну, багато з яких були створені у співпраці з Filmske Novosti та Avala Film з Белграда. Його першим албанськомовним виробництвом був фільм «Kur pranvera vonohet» (укр. «Коли весна приходить пізно»), прем’єра якого відбулася 12 липня 1979 року, режисер Екрем Криєзію та заснований на партизанському щоденнику Фаділа Ходжі. Мабуть, найвідомішим і останнім із дев’яти албаномовних художніх фільмів того періоду був «Rojet e mjegulles» (укр. «Хранителі туману»), прем’єра якого відбулася 15 червня 1988 року. Його також зняв Іса Кося, а головні ролі зіграли Джеват Коррадж, Енвер Петровчі, Флорі Сіаріна та Кун Лайчі.

#### Найпопулярніші фільми
| Рік  | Оригінальна назва               | Режисер                   | IMDb   |
| ---- | ------------------------------- | ------------------------- | ------ |
| 1968 | Uka i Bjeshkëve të nemura       | Міомир «Мікі» Стаменкович | [ 4 ]  |
| 1970 | Rekvijem                        | Каслав Дамджянович        | [ 8 ]  |
| 1970 | Prva ljubav                     | Зоран Калік               | [ 9 ]  |
| 1970 | Kondori                         | Зоран Калік               | [ 10 ] |
| 1971 | Moja luda glava                 | Вук Вуко                  | [ 11 ] |
| 1971 | Umir krvi                       | Здравко Велімірович       | [ 12 ] |
| 1972 | Si të vdiset                    | Міомир «Мікі» Стаменкович | [ 13 ] |
| 1973 | Bombasi                         | Предраг Голубович         | [ 14 ] |
| 1974 | Dervis i smrt                   | Здравко Велімірович       | [ 15 ] |
| 1974 | Brigada e VII e Kosovës         | Екрем Криєзію             | [ 16 ] |
| 1974 | Crveni udar                     | Предраг Голубович         | [ 17 ] |
| 1975 | Pikë e gurë                     | Екрем Криєзію             | [ 18 ] |
| 1975 | Dita e mërgimtarëve             | Екрем Криєзію             | [ 19 ] |
| 1975 | Tito in Kosovo                  | Бесім Сахаччу             | [ 20 ] |
| 1976 | 117                             | Бесім Сахаччу             | [ 21 ] |
| 1976 | Vizita e shokut Tito ne Kosovë  | Азем Шкрелі               | [ 22 ] |
| 1976 | Vrhovi Zelengore                | Здравко Велімірович       | [ 23 ] |
| 1977 | Loja e rufaive                  | Азем Шкрелі, Гані Бобі    | [ 24 ] |
| 1977 | Rad hidrosistema Ibar - Lepenac | Мілос Букумирович         | [ 25 ] |
| 1978 | Reslovi                         | Екрем Криєзію             | [ 26 ] |
| 1979 | Era e lisi                      | Бесім Сахаччу             | [ 27 ] |
| 1979 | Kur pranvera xhirohet           | Іса Кося                  | [ 28 ] |
| 1979 | Kur pranvera vonohet            | Екрем Криєзію             | [ 29 ] |
| 1980 | Gjurmët e barëdha               | Екрем Криєзію             | [ 30 ] |
| 1980 | Tito e Kosova 79                | Бесім Сахаччу             | [ 31 ] |
| 1980 | Kur pranvera vonohet            | Екрем Криєзію             | [ 32 ] |
| 1981 | Përroi vërshues                 | Бесім Сахаччу             | [ 33 ] |
| 1982 | Lepuri me pesë këmbë            | Ісмаїл Імері              | [ 34 ] |
| 1983 | Nabujala reka                   | Бесім Сахатчцу            | [ 35 ] |
| 1984 | Proka                           | Іса Кося                  | [ 36 ] |
| 1984 | Njeriu prej dheu                | Агім Сопі                 | [ 37 ] |
| 1984 | TV Intervju                     | Іса Кося                  | [ 38 ] |
| 1986 | Pikniku                         | Емін Халілі               | [ 39 ] |
| 1988 | Rojet e mjegulles               | Іса Кося                  | [ 40 ] |
| 2005 | Kukumi                          | Іса Кося                  | [ 41 ] |
| 2012 | Parnassus Paper                 | Ілір Гджокай              | [ 42 ] |

### Сучасний кінематограф
Косовський центр кінематографії (КЦК) є громадським кінофондом і центральним органом кінематографії. Його метою є досягнення цілей щодо суспільних інтересів у питаннях кінематографії. Він став членом загальноєвропейської організації European Film Promotion (EFP). Таке рішення було прийнято на Генеральній асамблеї цієї організації і було оголошено в 2012 році. Косово стало 33-м членом цієї мережевої організації. У 2014 році КЦК був прийнятий в «Академію кінематографічних мистецтв і наук», яка організовує церемонію вручення премії «Оскар». Косовські фільми брали участь у багатьох міжнародних кінофестивалях, таких як: Берлінський міжнародний кінофестиваль, Кінофестиваль «Санденс», Міжнародний кінофестиваль у Сан-Себастьяні, Сараєвський кінофестиваль, Міжнародний кінофестиваль у Монтерреї, Роттердамський міжнародний кінофестиваль, Міжнародний кінофестиваль у Мельбурні, Кінофестиваль в Абу-Дабі, Вінтертурський кінофестиваль, Міжнародний кінофестиваль у Салоніках, Варшавський міжнародний кінофестиваль тощо. У багатьох із них вони також здобували призові місця. Останніми переможцями фестивалю є «Exile» (укр. «Вигнання») Вісара Моріни, який отримав головний приз на Сараєвському кінофестивалі в 2020 році, і «Zgjoi» (укр. «Вулик») Блерти Башоллі, який отримав 3 призи на «Санденс» на початку 2021 року.

## Видатні постаті

### Бекім Фехмію

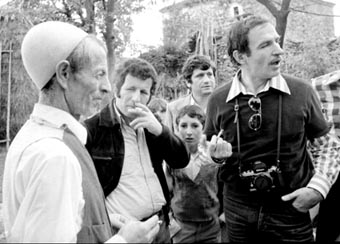
Відомий актор Бекім Фехміу. Косово, 1978.

Бекім Фехмію народився 1 червня 1936 року в Сараєво. Він був етнічним албанцем, і його сім'я переїхала до Косова, де, будучи 20-річним боксером-любителем, займався фізичною працею. Його великим проривом став фільм 1967 року «I Even Met Happy Gypsies» (укр. «Я навіть зустрів щасливих циган») — витончене зображення життя ромів, який отримав дві нагороди в Каннах і був номінований на «Оскар». У 1974 році Фехмію з'явився в головній ролі «The Adventures of Ulysses» (укр. «Пригоди Улісса») з Ірині Паппа в ролі Пенелопи, а в «Black Sunday» (укр. «Чорна неділя») Джона Франкенгаймера (1977) він зіграв палестинського терориста разом із Робертом Шоу та Мартою Келлер.
The New York Times охрестили його «югославським серцеїдом» за юнацькі завоювання та знайомства з такими людьми, як Бріжіт Бардо та Ава Гарднер. Через десятиліття після його останньої появи на екрані читачі провідного італійського жіночого журналу визнали його одним із десяти найпривабливіших чоловіків XX століття. Він покінчив життя самогубством у своїй квартирі в Белграді 15 червня 2010 року. Згідно з його останнім бажанням, прах Бекіма Фехмію був розвіяний через річку Бистриця поблизу його рідного міста Призрен.

### Фарук Беголлі
Фарук Беголлі був найвідомішим косовським албанським актором і режисером в Югославії (разом з Бекімом Фехмію). Він відвідував середню школу в Приштині та закінчив кіноакадемію в Белграді (1966). Беголлі зіграв у понад 60 фільмах, починаючи з фільму Велько Булаїча «Pogled u zenicu Sunca» (укр. «Погляд у зениці сонця»; 1966). Він співпрацював з режисером Пурішею Джорджевичем у його фільмах «Podne» (укр. «Полудень»), «Jutro» (укр. «Ранок») і «San» (укр. «Сон»). Наприкінці 1980-х Беголлі повернувся з Белграда до Косова, де працював у Приштинському університеті професором на факультеті драми. Його остання головна роль була у фільмі Екрема Криєзію «Dashuria e Bjeshkeve te Nemuna» (укр. «Кохання на проклятій горі»), а остання його робота — «Etjet e Kosoves» (укр. «Відчайдушні пошуки в Косові»), де він також був співсценаристом. Помер у 2007 році після тривалої боротьби з раком.

### Арта Доброші
Арта Доброші відома своєю роллю в кінодрамі «Мовчання Лорни» (переможниця за найкращий сценарій на Каннському кінофестивалі 2008 року). Ця молода актриса досягла міжнародного прориву та номінації на Європейський кіноприз 2008 року. Народившись у Приштині, вона зіграла багато сценічних ролей у своїй країні, а також головну роль у німецько-албанському фільмі «Чарівне око» (2005), який отримав нагороду, про ситуацію в Албанії в 1997 році. Вона знялася в таких фільмах: «Syri magjik» (укр. «Чарівне око»; 2005), «Smutek paní Snajderové» (укр. «Смуток пані Снайдерової»; 2008), «Le silence de Lorna» (укр. «Мовчання Лорни»; 2008), «Baby» (укр. «Крихітка»; 2010), «Late Bloomers» (укр. «Пізний розквіт»; 2011), «Trois mondes» (укр. «Три світи»; 2012).

## Косовські кінофестивалі
- «Докуфест»;
- «Skena Up»;
- Приштинський міжнародний кінофестиваль;
- «Rolling»;
- Міжнародний фестиваль анімації «Анібар».

### «Докуфест»
Міжнародний фестиваль документального та короткометражного кіно є найбільшою кіноподією в державі Косово. Фестиваль організовується в серпні у Призрені та приваблює багатьох міжнародних і регіональних артистів. На цьому щорічно організованому фестивалі фільми демонструються двічі на день у трьох відкритих кінотеатрах, а також у двох звичайних кінотеатрах. Окрім фільмів, фестиваль також відомий жвавими вечорами після показу. У рамках фестивалю відбуваються різноманітні заходи: майстер класи, виставки «Докуфото», фестивальний кемпінг, концерти, які разом перетворюють місто на чарівне місце. У 2010 році «Докуфест» був визнаний одним із 25 найкращих міжнародних документальних фестивалів. У 2010 році «Докуфест» був визнаний одним із 25 найкращих міжнародних документальних фестивалів.

### «Skena Up»
Заснована у жовтні 2003 року групою студентів і молодих художників, «Skena Up» є неурядовою організацією, яка організовує Міжнародний фестиваль студентського кіно та театру в Косово.

### Приштинський міжнародний кінофестиваль
Приштинський міжнародний кінофестиваль має на меті розвивати місцеві та міжнародні таланти, сприяючи розвитку галузі в країні.

### «Rolling»
Кінофестиваль «Rolling Film Festival» стали косовською подією для знайомства інших косовських спільнот з ромською спільнотою, для підтримки ромського мистецького вираження, а також для забезпечення місця для боротьби зі стереотипами та сприяння позитивним міжетнічним відносинам. Косово має план дій щодо інтеграції ромів у національне життя, включно з культурою. Проєкт шукатиме меморандум про взаєморозуміння з відповідними державними установами, що визнає цю програму частиною плану дій, а також підтримку проєкту в підході до шкіл і громадських закладів. Європейські цілі, втілені в планах дій на європейському рівні та в національних планах дій, а також у Десятилітті інтеграції ромів, визнають освіту, культуру та недискримінацію необхідними та основними засобами для розриву замкнутого кола бідності та успішного залучення маргіналізованих меншин до національного життя.

### Міжнародний фестиваль анімації «Анібар»
Міжнародний фестиваль анімації «Анібар» — єдиний фестиваль анімаційного кіно в Косові. Фестиваль «Анібар» організований громадською організацією «Anibar Group» і проводиться в серпні в місті Печ. Мета фестивалю – представити публіці Косова останні світові тенденції у сфері анімаційного кіно, а також створити середовище для творчості молодих авторів та аніматорів. Фестиваль «Анібар» розпочався в серпні 2010 року з головною метою створення нової платформи в Косово для жанру анімаційного фільму, а також заохочення та надання можливості молодим авторам створювати нові роботи з класичними та сучасними техніками. У 2011 році фестиваль «Анібар» вже був офіційно представлений на щорічному фестивалі «DOK Leipzig» у Німеччині. Анімаційні фільми, які демонструються в АніБарі, поділяються на три категорії: конкурсна програма, спеціальна програма та програма «Діти для дітей анімації». Прийом на участь у конкурсі анімаційних фільмів проводиться щороку з 30 січня по 30 квітня.